# Крымские татары в Болгарии
Крымские татары в Болгарии (болг. Кримски татари в България, крымскотат. Bulğaristan Qırımtatarları) — группа граждан и жителей Болгарии, которые являются крымскими татарами или происходят от них.

## История
С 1241 года, первого из зарегистрированных на сегодня татарских нашествий на Болгарию, Вторая болгарская империя поддерживала постоянные политические контакты с татарами. В этот ранний период (XIII—XIV века) слово «татарин» было не этнонимом, а общим термином для армий наследников Чингисхана. Первые татарские поселения в Болгарии могут быть датированы XIII-м и началом XIV-го столетия, когда ряд татарских воинских частей перешёл на сторону болгарских правителей в период династических раздоров в Золотой Орде.
С конца XIV до конца XV веков несколько групп татар поселились на болгарской территории, ставшей затем частью Османской империи; причины их переселения были самые разные. Поселенцы того времени, вероятно являвшиеся кочевниками, постепенно приняли оседлый образ жизни, а в некоторых районах даже сохранились как компактные сообщества на протяжении более чем двух последующих столетий. Письменные источники того времени показывают, что татары были склонны совершить набеги на соседние деревни и активно сопротивляться действиям властей, и поэтому были переселены во Фракию, жители которой считались столь же «беспокойными». Постепенно крымские татары региона стали частью османской военной администрации. Данный факт, наряду с небольшой численностью татарского населения и его близостью к местным туркам (тюркский язык и общая религия), привёл к окончательной утрате «групповой татарской идентичности».
В отличие от ситуации во Фракии, этнический состав Добруджи свидетельствовал о существовании крупной татарской общины с XV по XX век. Османское завоевание Бессарабии создало условия для постоянной миграции татар из Северного Причерноморья в Добруджу в период между 1530 и 1550 годами.
В XVIII веке, в результате включения Северного Причерноморья в состав Российской империи, началось коренное изменение этнического состава региона. Между 1783 годом, когда Крымское ханство было присоединено к Империи, и 1874 годом было несколько волн эмиграции из Крыма и с Кубани — в результате, значительное число крымских татар обосновались на болгарских землях. Татары, которые живут в Болгарии сегодня, происходят преимущественно от тех иммигрантов, сохранивших свою идентичность.
Самая большая волна эмиграции произошла во время и после Крымской войны 1853—1856 годов: из, приблизительно, 230 000 татар, которые эмигрировали с 1854 по 1862 год, около 60 000 поселились на болгарской территории. Большинство рассеялось в Северной Болгарии, особенно в Добрудже, на равнинах у реки Дунай и в районе Видина.
Массовое расселение татар на болгарских землях привело к установлению традиционных отношений между болгарами и татарами. В противоположность отношению к черкесской иммиграции, болгарское общество национального возрождения не отрицало право татар на поселения. Утверждается, что сами татары в тот период находились в состоянии «этнопсихологического шока» — но, по всей вероятности, благодаря своему кочевому прошлому, смогли довольно быстро адаптироваться к «чуждому» им миру. Данный период в относительно современной истории татарской группы в Болгарии (с 1862 по 1878 год) характеризовался экономической и культурной адаптацией к новым реалиям и консолидацией беженцев.
Развитие татарской группы и ее идентичности после обретения Болгарией независимости в 1878 году определялись политическими факторами. С одной стороны, сама страна заметно изменилась: поселившись в Османской империи, татары внезапно оказались в другом «политическом организме» — Болгарии, новой стране, устройство которой сильно отличалось от своего предшественника. Это вновь стало шоком для татар и вызвало новую волну эмиграции. Даже те, кто остался на первом этапе в Болгарии (около 18 000 человек), в конечном итоге эмигрировали в Турцию. Вторым фактором изменений стал зарождавшийся в те годы крымскотатарский «национальный ренессанс»: примечательно, что «национальная идея» татар развивалась в то время, когда большинство из них находилось за пределами своей исторической родины, Крыма. В тот период сами татары были восприимчивы к ассимиляции, которая в болгарских условиях осуществлялась не национальным государством, а иной этнической группой — болгарскими тюрками.
Период с 1919 по 1940 год стал временем ряда радикальных перемен: южная Добруджа, где проживает две трети татарского населения Болгарии, была присоединена к Румынии. Татары оказались в государстве с собственным значительным татарским населением — вокруг Медигидии, Мангалии и Кёстенса (Констанцы). С другой стороны, начало этого периода совпало с недолго просуществовавшим татарским национальным государством в самом Крыму и распадом Османской империи. Татарские националисты были «захвачены» идеями пантюркизма, ставшего важной частью кемалистской пропаганды новой светской Турции, и обратились к Анкаре за поддержкой. В этот период была отмечена широкомасштабная эмиграция татар в Турцию: создание политического кружка, сплотившегося вокруг журнала «Эмель», выходившего с 1929 по 1930 год в Добриче, который активно использовал пантюркистские лозунги.
Общие тенденции остались неизменными в следующем периоде (с 1940 по начало 1950-х годов), за исключением того, что Болгария вновь получила южную Добруджу, татарское население которой уменьшилось наполовину. В коммунистический период коллективизация и индустриализация окончательно разрушили традиционный образ жизни крымских татар. Отмечается, что коммунистический режим проводил непоследовательную политику в отношении татар. Первоначально была принята позиция СССР к крымским татарам, которая официально игнорировала их присутствие в Болгарии (последнее упоминание в переписи населения датировано 1956 годом — вновь крымские татары как группа появились в данных переписи только в 1992 году). В 1962 году Политбюро ЦК Болгарской коммунистической партии предложило принять меры против тюркизации «цыган, татар и болгарских мусульман»: эти меры включали изучение этнического происхождения болгарских татар. Новая политика акцентировала внимание на «этнокультурной специфике» местного крымскотатарского сообщества, подчеркивая различия между татарами и турками. На деле же это было прикрытием политики ассимиляции, получившей название «Возродительный процесс».
Реформы 1990-х годов привели к восстановлению исламских тюркских имен и созданию условий для нормализации контактов с родственниками в Турции, а также — для самостоятельной культурной и образовательной деятельности. В начале XXI века отмечают появление признаков «возрождения татарской идентичности».